# Шикунец, Ольга Сильвестровна
Ольга Сильвестровна Шикунец (бел. Вольга Сільвестраўна Шыкунец, девичья фамилия Цур; 1937—2000) — советский работник сельского хозяйства, Герой Социалистического Труда.

## Биография
Родилась 21 апреля 1937 года в деревне Бережное (ныне агрогородок) Столинского района Брестской области. В крестьянской семье Сильвестра Андреевича и Матрёны Андреевны Цур кроме Ольги было ещё семеро детей.
В годы Великой Отечественной войны на фронте погибли отец, а также два её брата — Олесь и Леонид. Сестра Раиса была вывезена на работы в Германию. Уже с семи лет, как только была освобождена Белоруссия, девочка оказывала помощь матери в ведении хозяйства, которой пришлось делать и мужскую и женскую работу.
Когда её было тринадцать лет, окончив пять классов школы, Ольга ушла работать в колхоз, чтобы помочь кормить семью. Уже в шестнадцать лет за свой труд получила бронзовую медаль Всесоюзной сельскохозяйственной выставки (позже стала называться ВДНХ). С 1956 года работала в колхозе имени Ленина полеводом, с 1959 по 1961 год была дояркой, с 1962 года по 1991 год проработала телятницей и вышла на заслуженный отдых.
Звание Героя Социалистического Труда было присвоено Ольге Шикунец Указом Президиума Верховного Совета СССР от 22 марта 1966 года за большие достижения в увеличении производительности и заготовок мяса, молока и другой сельскохозяйственной продукции.
Кроме производственной, занималась общественной деятельностью. Неоднократно избиралась депутатом Брестского областного и Столинского районного Совета депутатов, а также делегатом ХХV съезда КПСС.
Была замужем за Александром Шикунцом; в 1957 году у них родилась дочь Раиса, в 1958 году — Нина, в 1962 году — сын Михаил.
Умерла Ольга Сильвестровна Шикунец 30 июля 2000 года. Была похоронена на кладбище агрогородка Лядец.

## Память
- На доме № 41 по улице Советской в агрогородке Лядец, где проживала Шикунец Ольга Сильвестровна, в 2012 году была открыта мемориальная доска.
- На стенде Лядецкой средней школы имеется раздел, посвящённый героине: «Наша зямная зорка: Герой Сацыялістычнай Працы Вольга Сільвестраўна Шыкунец».